# Premio Serge Lazareff
La Medalla Serge Lazareff es una condecoración militar internacional que se otorga a civiles y militares dentro del marco de la Oficina de Asuntos Jurídicos del Cuartel General Supremo de las Potencias Aliadas en Europa de la Organización del Tratado del Atlántico Norte.

## Antecedentes
El Medalla Serge Lazareff fue instituido en el año 2017 para reconocer a todas aquellas personas que, estando o no vinculadas con la OTAN, hayan destacado por su contribución a la Oficina de Asuntos Jurídicos del Mando Aliado de Operaciones de la OTAN, así como a todos aquellos que hayan contribuido a apoyar o desarrollar el conocimiento de la posición legal de la misma. El objetivo de esta condecoración es honrar al prestigioso jurista, academicista y abogado de la OTAN, Serge Lazareff, quien fuera figura clave en el desarrolló del Acuerdo sobre el Acuerdo sobre el Estatuto de las Fuerzas de la OTAN.

## Clases y categorías
La Medalla Serge Lazareff consta de cinco clases:
- Gran Estrella.
- Encomienda.
- Estrella.
- Certificado de reconocimiento.
- Permanencia en el servicio, correspondiente a la categoría extraordinaria, para el personal legal que haya servido en cualquiera de los Oficinas legales del  del Mando Aliado de Operaciones por un tiempo determinado.

Puede ser concedido en dos categorías:
- Ordinaria, dentro de la cual se distinguen cuatro subcategorías:
  - Individual.
  - Individual, con distintivo.
  - Colectivo.
  - Honorífica.
- Extraordinaria.

Cualquiera de las clases y categorías del Medalla Serge Lazareff son comúnmente entregadas por el director de la Oficina de Asuntos Jurídicos del Mando Aliado de Operaciones de la OTAN, cargo que actualmente ostenta el español D. Andrés B. Muñoz Mosquera.

## Insignias y pasadores
| Medalla Serge Lazareff | Medalla Serge Lazareff | Medalla Serge Lazareff | Medalla Serge Lazareff | Medalla Serge Lazareff |
| ---------------------- | ---------------------- | ---------------------- | ---------------------- | ---------------------- |
|                        |                        |                        |                        |                        |
| Pasadores              |                        |                        |                        |                        |
|                        |                        |                        |                        |                        |